# 外胚葉
外胚葉（がいはいよう、Ectoderm）は、初期の胚における3つの一次胚葉（primary germ layers）のひとつ。3つの胚葉は、最も外側の層である外胚葉と中胚葉（mesoderm　中間層）および内胚葉（endoderm最も内側の層）である。外胚葉は胚の外側の層に由来する。外胚葉「ectoderm」という言葉は、外側を意味するギリシャ語である「ektos」と、真皮を表す「derma」に由来している。
一般的に言えば、外胚葉は、神経系（脊髄、末梢神経および脳） 、歯のエナメル質および表皮（外皮の外側部分）を形成するために分化する。また、口、肛門、鼻の粘膜および、汗腺、髪と爪を形成する。
脊椎動物では、外胚葉は3つにわけられる。（表面外胚葉surface ectodermとしても知られている）外部の外胚葉、神経堤、および神経管：後者の二つは、神経外胚葉として知られている。

## 歴史
ドイツ系ロシア人の生物学者であるクリスティアン・パンダーは、胚発生において形成される３つの胚葉を発見した。パンダーは、鶏の卵を使用して発生学の研究をし、外胚葉、中胚葉及び内胚葉を発見し、1817年にヴュルツブルク大学 から動物学で博士号を取得した。この発見から、パンダーは「発生学の創始者」とよばれることもある。初期胚についてのパンダーの研究は、 カール・エルンスト・フォン・ベーアという名前のプロイセン系エストニア人の生物学者によって引き継がれた。ベーアは、パンダーの胚葉についての概念が、多くの異なる種の広範な研究を通じて、すべての脊椎動物にこの原理を拡張できることを発見した。ベーアはまた、胞胚（blastula）を発見した。ベーアは、彼が1828年に出版された『動物の発生学』（Development of Animals）という教科書に、彼の胚葉についての理論を含む彼の調査結果を公開した。

## 分化

### 初期の概要
外胚葉は、まず、原腸形成と呼ばれるころに、両生類及び魚類で観察することができる。このプロセスの開始時に、発生途中の胚はたくさんの細胞に分裂していき、胞胚（blastula）とよばれる細胞の中空球を形成し、それは、動物半球と植物半球に大きくわけられる。最終的には胞胚の動物半球が外胚葉になる。

### 初期発生
卵は受精直後、迅速な細胞分裂を開始し、３つの胚葉、中胚葉、内胚葉、外胚葉を形成する。皮膚の表皮は、胚発生の初期原腸胚段階で神経外胚葉を囲む少ない背側外胚葉（less dorsal ectoderm）に由来する。胚において、他の胚葉と、外胚葉の相対位置は、「選択的親和性」によって決まる。つまり、外胚葉の内面は、中胚葉に対して強力な（正の）親和性をもち、また、内胚葉に対して弱い（負）の親和性をもつ。この選択的な親和性は、発生のさまざまな段階で変化する。２つの胚葉の表面の間の親和性の強さは、細胞の表面に存在するカドヘリン分子の種類と量によって決まる。例えば、N-カドヘリンの発現は、前駆上皮細胞から前駆神経細胞の分離を維持する上で重要である。外胚葉の主なものは、脊索の上にあり、それは脊索によって神経系になるように指示される。

#### 原腸陥入
原腸形成のプロセスの間、瓶細胞（bottle cells）とよばれる特殊なタイプの細胞は、原口背唇とよばれる胞胚の表面の穴から、陥入する。原口背唇ができると、瓶細胞が内向きに延び、胞胚腔の屋根になる胞胚の内壁に沿って移動する。動物極の表層細胞は、中胚葉とよばれる中間の胚葉の細胞になる運命にある。放射状の延長（radial extension）を経て、動物極の細胞は分裂し、薄層から、いくつかの厚さのある層になる。それと同時に、分裂細胞でできたこの薄い層は、原口背唇に達すると、収斂伸長（convergent extension）とよばれる別のプロセスをはじめる。収斂伸長では、原口背唇に近づく細胞が、胚の内部に引き込まれているように入っていく。
これら2つのプロセスにより、中胚葉細胞になる予定の細胞が、外胚葉と内胚葉との間に配置される。収斂伸長および放射状の陥入（radial intercalation）が進行すると、植物極の残りの部分（内胚葉細胞になる）は、予定外胚葉に完全に包まれる。外胚葉細胞は、外側に層をつくり、ほかの細胞を包む。これにより、三胚葉からなる胚ができる。

### 後期発生
三胚葉が確立した胚ができると、これら三つの層の分化が進み、神経胚を形成する。神経胚期に、外胚葉は、神経管（neural tube）、神経堤細胞（neural crestcells）と表面（epidermis（表皮外胚葉（surface ectoderm））の形成をもたらす。外胚葉のこれら3つの構成要素は、それぞれ別の特定のセットの細胞をつくりだす。神経管の細胞は、中枢神経系になる。神経堤細胞は、末梢および腸神経系になり、メラノサイト、顔面軟骨や歯の象牙質にもなる。表皮細胞領域は、表皮、髪、爪、皮脂腺、嗅覚、口上皮だけでなく、目を生じさせる。

#### 神経管形成 Neurulation
神経管形成の過程で、表皮層と深い神経管の間に神経堤細胞が配置される。神経管形成の進行は、一次神経管形成および二次神経管形成にわけられる。
一次神経管形成の時期、中胚葉の脊索細胞は、隣接する表層の外胚葉細胞に、信号を送り、自分自身を柱状のパターンに再配置させ、外胚葉の細胞にはたらきかけ神経板を形成させる。脊索上の、外胚葉領域は、その形状が変わる。これに関わる特殊な細胞は、中央屈曲点（medial hinge point　MHP）とよばれる、神経板の折れ曲がる部分にある。外胚葉は細長く伸び続け、神経板の外胚葉細胞が内側に折れる。主に細胞分裂の影響により、外胚葉の内側に折りたたみが継続される。その後、背外側屈曲点（dorsolateral hinge point　DLHP）とよばれる場所の細胞が誘導され、外胚葉の内側への折りたたみを促し、神経板の端がつながり神経管となる。
二次神経管形成では、神経管は、内部に空間ができ、中空のチューブ状になる。

#### 器官発生 Organogenesis

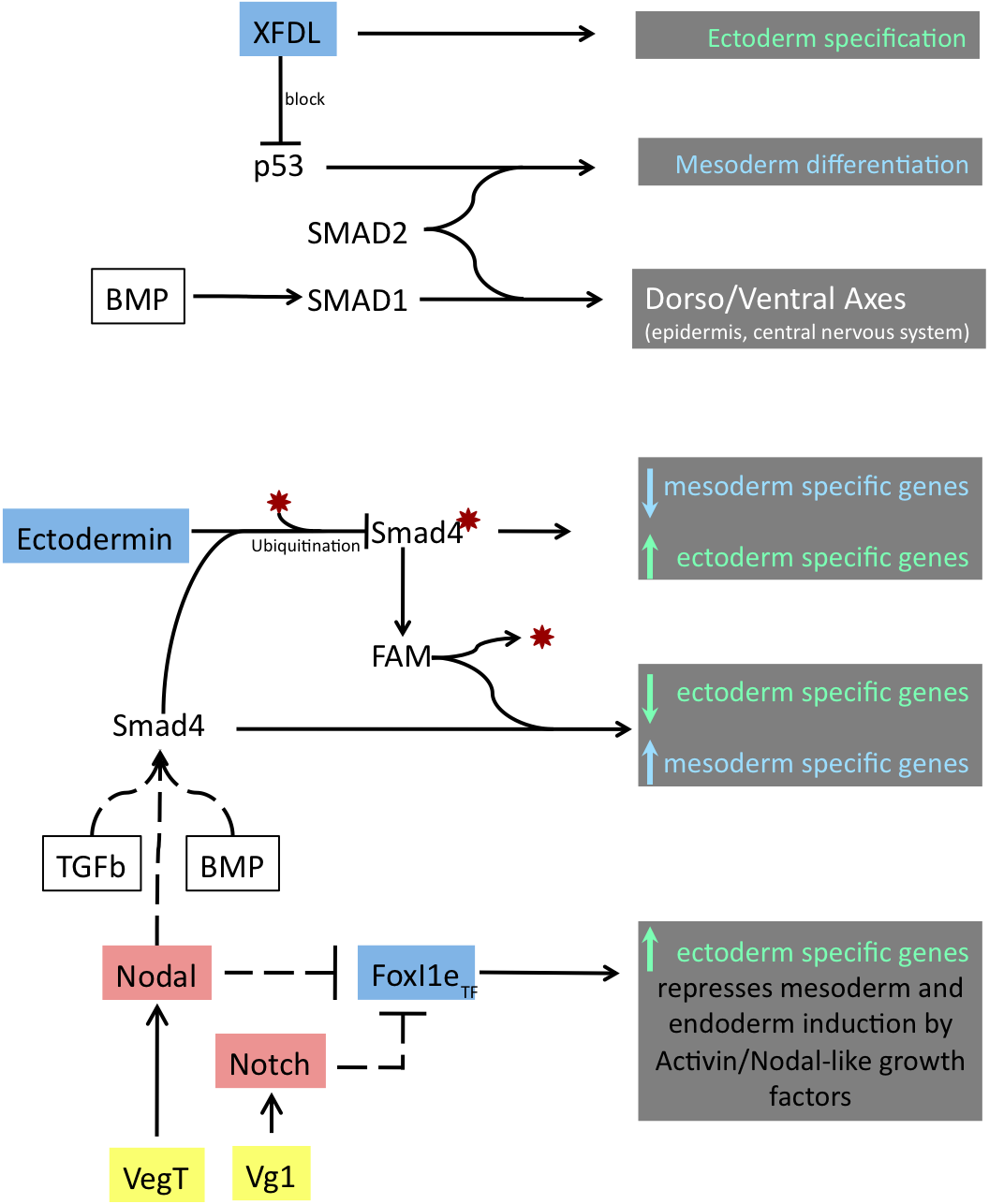
Ectodermal specification

神経系、歯、髪と多くの外分泌腺などは外胚葉からできる。外胚葉からできるすべての器官は、隣接する二つの組織の層（上皮と間葉　epithelium and themesenchyme）からできる。 hedgehog familyに属する調節遺伝子、FGF、TGFβ、Wntなどが、外胚葉の器官形成を媒介する。 FGF-9は、歯胚発生の開始時に重要な因子である。上皮陥入中の率が大幅にFGF-9の作用により増加する。FGF-9は、間充織ではなく、上皮のみで発現される。FGF-10は、より大きな歯胚を作るために、上皮細胞増殖を刺激するのに役立つ。哺乳類の歯は、間葉由来外胚葉（口腔外胚葉と神経堤）から発生する。組織層から連続的に成長している歯の形成のための上皮の幹細胞は、星状胞体（stellatereticulum）と表面外胚葉の上基底層（suprabasal layer）とよばれる。

## 臨床的意義

### 外胚葉異形成（Ectodermal dysplasia）
外胚葉異形成は、外胚葉由来の組織グループ（特に歯、皮膚、髪、爪や汗腺）が発達異常を起こす稀ではあるが重篤な状態である。外胚葉異形成の170以上のサブタイプがあるので、外胚葉異形成は漠然とした用語である。疾患は、突然変異または遺伝子の突然変異のいくつかの組合せによって引き起こされることがわかっている。病気の研究は現在進行中であり、同定されている外胚葉異形成症のサブタイプに関わる変異のほんの一部についてしか研究されていない。

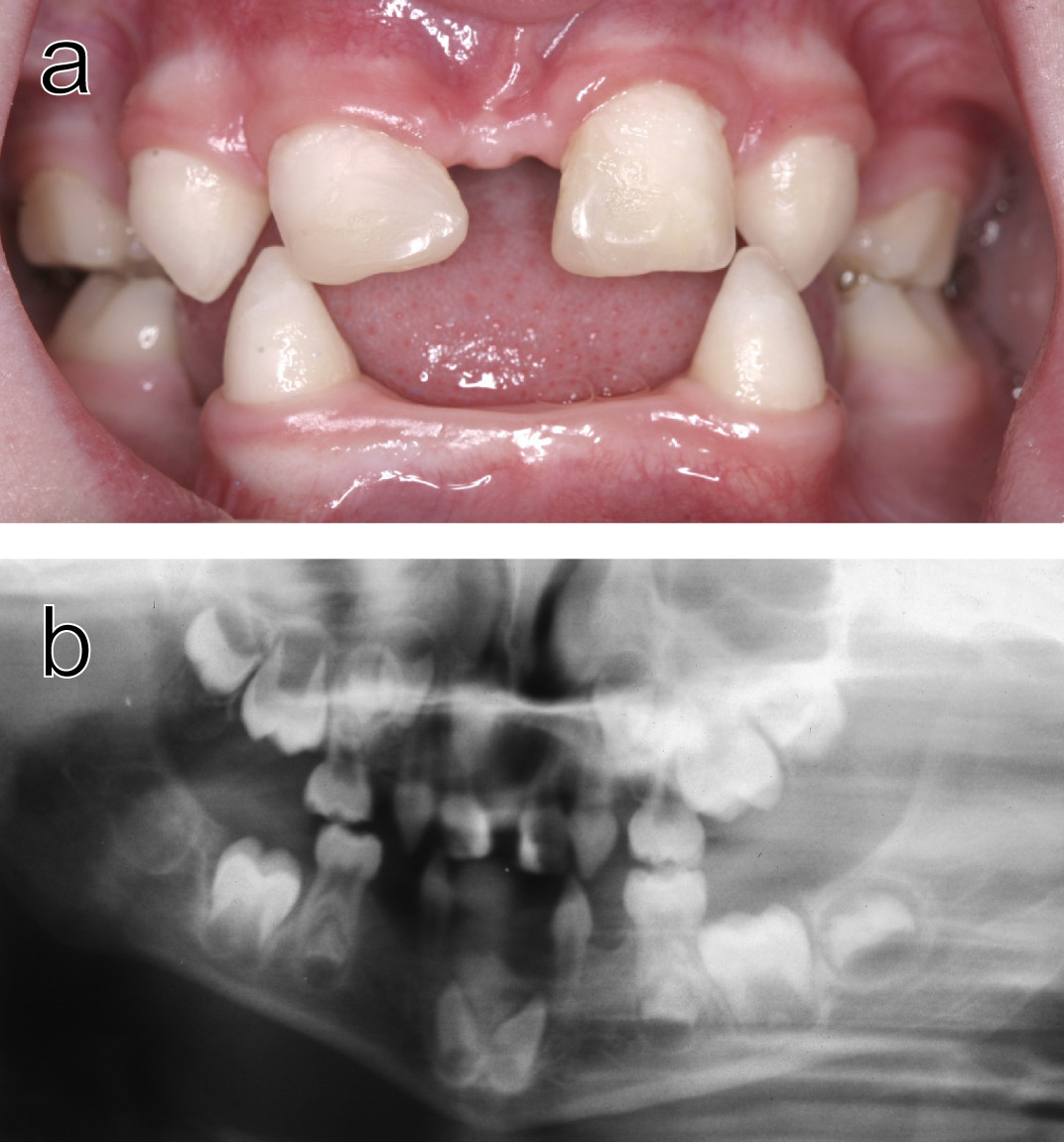
常染色体優性の外胚葉異形成症（HED）の様々な症状に苦しんでいる、北スウェーデンの5歳の女の子の歯科異常。a）口腔内の写真。上顎切歯が復元されていることに注意。 b）レントゲン写真は、同じ患者の顎に主要な10乳歯と11永久歯が欠けていることを示している。

外胚葉異形成症（Hypohidrotic ectodermal dysplasia HED）は、この疾患の最も一般的なサブタイプである。この患者は、さまざまな症状が出る。 HEDの一般的な異常の一つは、発汗減少症、または機能不全の汗腺に起因し汗がでない。患者は、温熱療法は避けるべきであり、暖かいと特に危険である。 顔の奇形もHEDに関連する。傷ついていたり、歯が欠けていたり、目の周りのしわ、皮膚、少なく細い髪、奇形鼻などもHEDに関連している。湿疹のような皮膚の問題が、場合によって観察されている。 それは、典型的には、EDA遺伝子はX染色体上にあり、劣性遺伝をする。 この疾患の患者は、一般的に男性である。なぜなら、男性はX染色体をひとつしか持っていないからである。女性がこの疾患になるには、両方のX染色体に遺伝子変異がなくてはだめで、女性ではまれである。女性の1つのX染色体上の遺伝子が変異している場合、この病気にはならないが、子どもに影響がある可能性があると考えられる（ キャリアの疾患）。

## 参照
- 外胚葉の仕様
- Coelom
- 発生学
- 内胚葉
- Gastrulation
- 中胚葉
- 神経板